# Eulenspiegelbrunnen (Magdeburg)

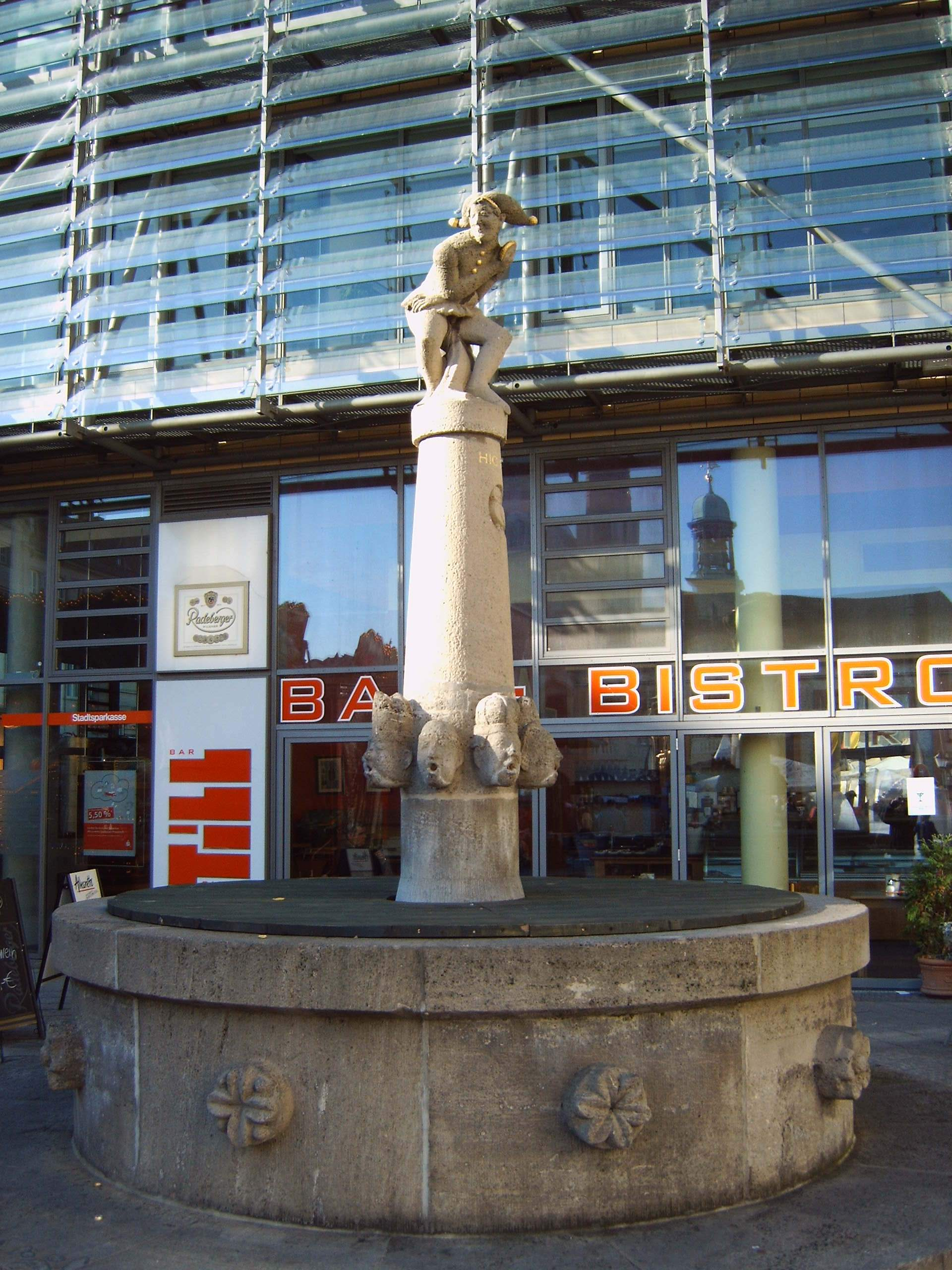
Eulenspiegelbrunnen im November 2005

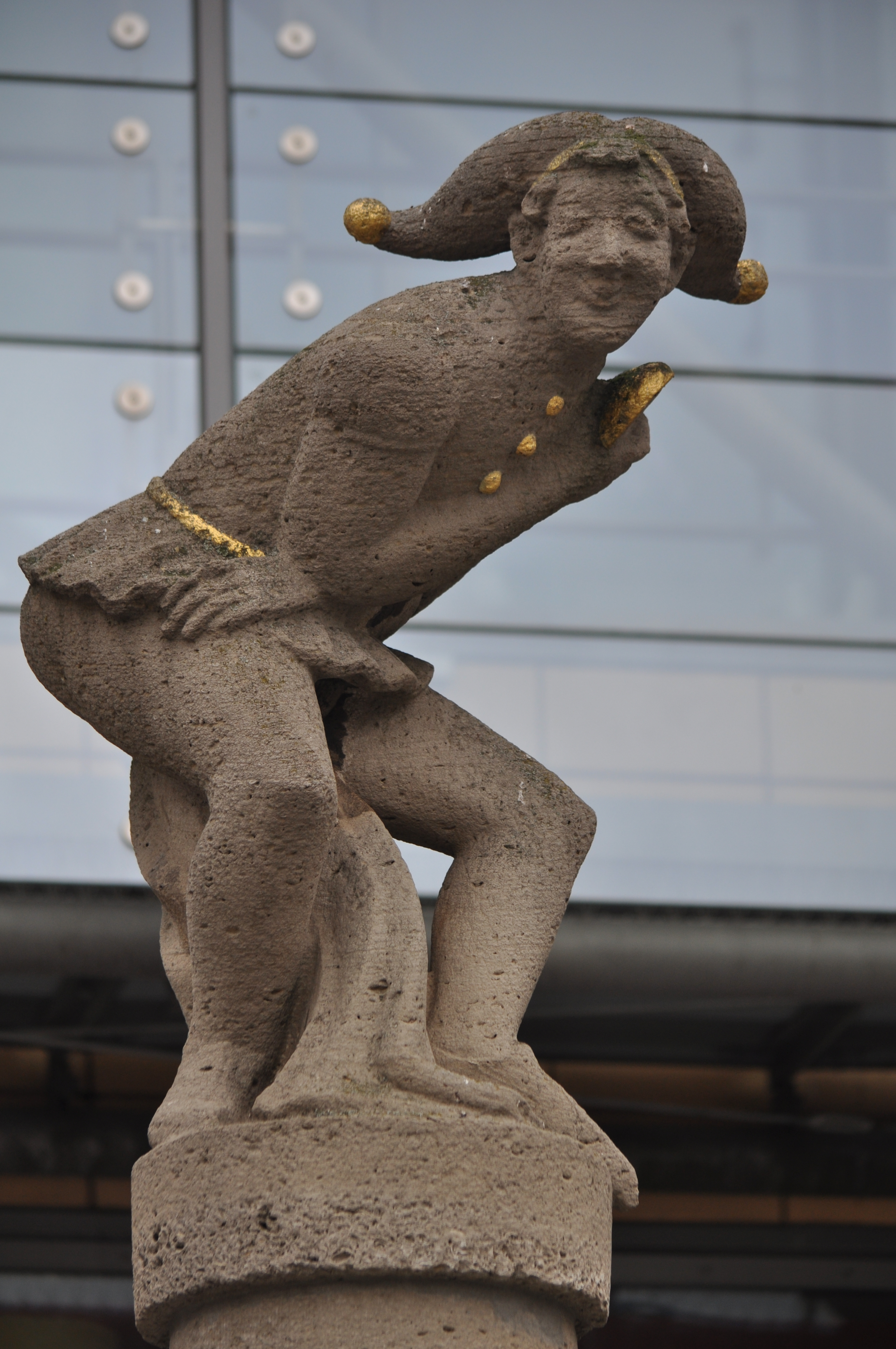
Eulenspiegelfigur

Der Eulenspiegelbrunnen ist ein denkmalgeschützter Brunnen in Magdeburg in Sachsen-Anhalt.

## Lage
Er befindet sich auf der Westseite des Alten Markts im Zentrum der Magdeburger Altstadt.

## Gestaltung und Geschichte
Der Brunnen wurde im Jahr 1970 vom Magdeburger Bildhauer Heinrich Apel geschaffen. Er erinnert an die in Magdeburg spielende Episode der Eulenspiegelsage.
Das Becken des Brunnens ist außen mit Blumenmotiven verziert. An einem Rundpfeiler in der Mitte befinden sich wasserspeiende Bürgerköpfe. Bekrönt wird der Pfeiler von der Figur des Till Eulenspiegel. Der lachende Eulenspiegel blickt in gebückter Haltung in Richtung Rathaus. Der Pfeiler ist mit der goldenen Inschrift HIC FVIT versehen.
Im Jahr 1989 wurde in der DDR eine Briefmarke mit einer Abbildung des Eulenspiegelbrunnens herausgegeben.
Im örtlichen Denkmalverzeichnis ist der Brunnen unter der Erfassungsnummer 094 70996 als Baudenkmal verzeichnet.

## Sage
Der Sage nach soll der als Schalk bekannte Eulenspiegel bei einem Aufenthalt in der Stadt aufgefordert worden sein, etwas Seltsames zu treiben. Er habe daraufhin angekündigt, von der Laube des Rathauses zu fliegen. Es sollen sich dann viele Bürger Magdeburgs auf dem Alten Markt versammelt haben, um ihn fliegen zu sehen. Till Eulenspiegel stand dann auf der Laube und machte, unter großem Staunen der Anwesenden, mit den Armen Flugbewegungen. Er brach die Bemühungen lachend ab und sagt: „Ich glaubte, es wäre kein größerer Narr in der Welt als ich; nun sehe ich wohl, daß hier beinahe die ganze Stadt voll Narren ist; denn ob ihr auch alle sagtet, ihr könntet fliegen, so glaubte ich es doch nicht. Ich bin ja weder eine Gans noch ein Vogel, dazu habe ich weder Flügel noch Federn, ohne welche niemand fliegen kann; da seht ihr nun offenbar, daß es erlogen ist.“